# Aveyron
För andra betydelser, se Aveyron (olika betydelser).
Aveyron är ett franskt departement i regionen Occitanien och som har fått namn efter floden Aveyron. Huvudort är Rodez. I den tidigare regionindelningen som gällde fram till 2015 tillhörde Aveyron regionen Midi-Pyrénées. 